# أزمة حكم عودة البوربون
كانت أزمة حكم عودة البوربون المرحلة الأخيرة من الفترة الدستورية لعهد ألفونسو الثالث عشر ملك إسبانيا. لا يوجد إجماع على السنة التي بدات منها أزمة النظام السياسي عودة البوربون، إلا أنه اعتبر أنها قبل أو بعد سنة 1914، اعتماداً على تأثير الحرب العالمية الأولى، بالرغم من حياد إسبانيا طوال تلك الحرب. وقد كان هناك اتفاق على اعتبار أن لحظة الأزمة الرئيسية كانت أزمة إسبانيا 1917 وأنها انتهت في سبتمبر 1923 مع انتصار الانقلاب الذي أفسح الطريق أمام ديكتاتورية بريمو دي ريفيرا.

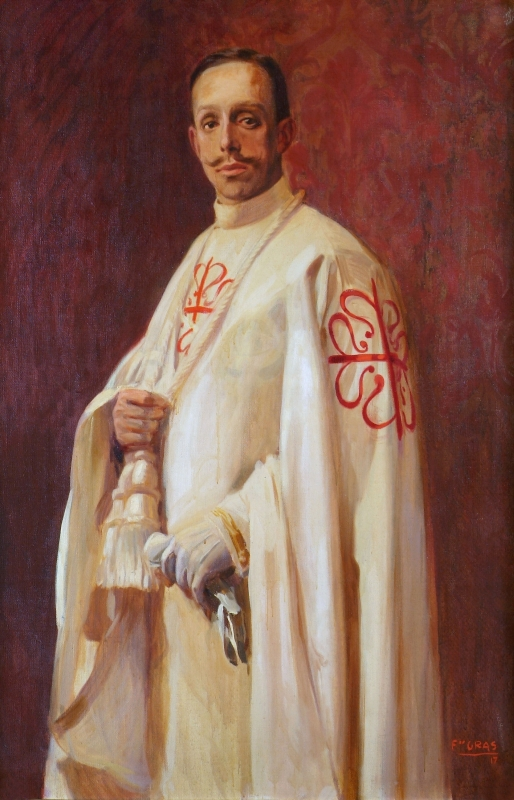
لوحة للملك ألفونسو الثالث عشر مرتديا لباس فرسان قلعة رباح سنة 1917.

## بداية الأزمة وتأثير الحرب العظمى في إسبانيا

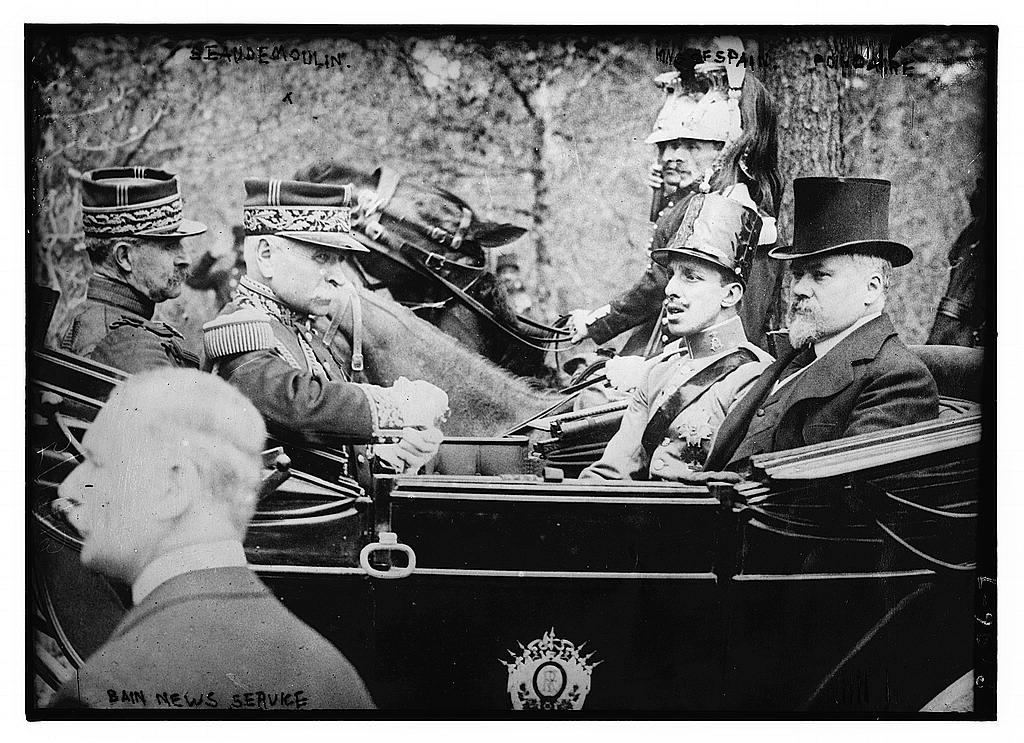
زار ألفونسو الثالث عشر باريس سنة 1913، قبل سنة من الحرب العالمية الأولى. وجلس بجانبه ريمون بوانكاريه رئيس فرنسا.

ووفقاً للمؤرخ مانويل سواريز كورتينا:"شكلت الآثار الاجتماعية والسياسية للحرب عاملاً حاسماً في الأزمة النهائية للنظام البرلماني المعمول به منذ 1875. نقص الغذاء والتشتت الاقتصادي والبؤس الاجتماعي وعدم الاستقرار والفساد". حفز التضخم الصحوة السياسية والتشدد الإيديولوجي عند الجماهير. في ظل هذه الظروف انهارت سياسة المنتفعين والزعماء المحليين في السياسة الإسبانية. وبعد انتهاء الحرب لم يعد من الإمكان استعادة النظام القديم". ومن جانبها أكدت المؤرخة أنجيليس باريو: أن الحرب "لم تكن السبب المباشر لانهيار نظام الحزبين. لأن النظام الحزبي كان في حالة من الفوضى عندما اندلعت الحرب الكبرى، وسرعان ما أدى حياد إسبانيا إلى تسريع انهياره وسط بيئة بدأت تنبذ النظام تدريجيًا. لقد بدأ المجتمع في عملية التغيير بالمطالبة بالحق الفعلي في التمثيل، وتلك خاتمة النهاية للسياسة القديمة مما يعني أنه المجتمع هدد بالطعن في النظام".
وعندما بدأت الحرب العالمية في أغسطس 1914 قررت حكومة إدواردو داتو المحافظة ابقاء إسبانيا محايدة لأنه حسب رأيه واتفقت معه معظم الطبقة الحاكمة أنه يفتقر إلى الدوافع والموارد اللازمة لدخول الصراع. كما وافق الملك ألفونسو الثالث عشر على ذلك  وقلة قليلة على الحياد المعارض. وتعد إسبانيا دولة من الدرجة الثانية، حيث تفتقر إلى القوة الاقتصادية والعسكرية الكافية لتقدم نفسها كحليف مرغوب فيه لأي قوة من القوى الأوروبية الكبرى في الصراع بين ألمانيا والنمسا-المجر من ناحية؛ وبريطانيا العظمى وفرنسا وروسيا من ناحية أخرى وقد اعترف بذلك رئيس الوزراء داتو في مذكرة موجهة إلى الملك:
كان لحياد إسبانيا نتائج اقتصادية واجتماعية هامة حيث ظهرت هناك دفعة كبيرة من عملية «التحديث» التي بدأت خجولة سنة 1900 بسبب الزيادة القوية في الإنتاج الصناعي الإسباني الذي فتحت له فجأة أسواق جديدة (من الدول المتحاربة). إلا أن ذلك سبب بارتفاع التضخم ارتفاعا سريعا مع ازدياد الأجور بوتيرة أبطأ، وظهر نقص في الضروريات الأساسية مثل الخبز الذي تسبب في أعمال شغب في المدن ونزاعات عمالية متنامية قادتها نقابتان كبيرتان هما CNT وUGT التان طالبتا بزيادة الأجور كي تبطئ انخفاض الأجور الحقيقية بسبب التضخم. وفقا لبيانات معهد الإصلاح الاجتماعي سنة 1916 فقد ارتفعت أسعار المنتجات الأساسية فالحليب وصل إلى 13.8 ٪. وسمك القد وصل إلى 57.8٪، والخبز 24.3٪، والبيض 30.9٪، ولحم البقر 33,5٪.

### عودة الليبراليين وزيادة الصراع الاجتماعي

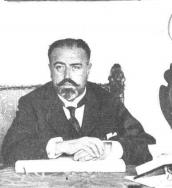
سانتياغو ألبا وزير المالية في حكومة الكونت رومانونس الذي فشل في وضع ضريبة استثنائية على فوائد الحرب.

في ديسمبر 1915 أتى الكونت الليبرالي رومانونس بديلا عن المحافظ إدواردو داتو على رأس الحكومة. على الفور سعى إلى نيل الأغلبية في الكورتيس في انتخابات السنة التالية بفضل الاتفاق الذي تم التوصل إليه مع الزعيم المحافظ في توزيع المقاعد. ضم رومانونس في حكومته المجدد الليبرالي سانتياغو ألبا وزيرا للمالية الذي اقترح في يونيو 1916 إنشاء ضريبة استثنائية على فوائد الحرب التي من خلالها يمكن للحكومة تمويل برنامجًا واسعًا للأشغال العامة، لكنه وجد معارضة متشددة من الزعماء وخاصة الباسك وكاتالونيا وزعيم الرابطة الاقليمية فرانشيسكو كامبو. وأخيرا لم يتمكن رومانونس من دعم وزيره وكان الإصلاح الضريبي محبطًا.
اضطرت حكومة رومانونس أيضا لمواجهة الاضطرابات الاجتماعية المتزايدة التي قادها كلا من CNT وUGT. وهما المنظمتان العماليتان الكبيرتان اللتان ولدتا أو وطدتا في العقد الثاني من قرن 20، وبدا «أعضاؤها يعدون أنفسهم بعشرات الآلاف»، كما أبرزها سانتوس جوليا. ونتيجة للتضخم تدهورت الأجور الحقيقية - بين عامي 1913 و 1918 ارتفع التضخم بنسبة 118٪ في حين ارتفعت الأجور بنسبة 25٪ فقط - وهذا النقص كان السبب في أعمال الشغب.
ووافق UGT في مايو 1916 في مؤتمره الثاني عشر من الاتفاق مع CNT لتطوير إجراءاتهما المشتركة. ووافقت CNT أيضا على قرار مماثل في مؤتمرها الذي عقد في فالنسيا في مايو. وكانت النتيجة أن وقع كلا الاتحادين في يوليو 1916 على ما سمي ميثاق سرقسطة (Pact of Zaragoza) بين زعيمي الاتحادات العمالية. وكان رد حكومة رومانونس هو إلقاء القبض على موقعي الاتفاقية. ولكن ذلك لم يمنع CNT و UGT من الاتفاق في 26 نوفمبر من الدعوة إلى إضراب عام في جميع أنحاء إسبانيا يوم 18 ديسمبر للاحتجاج على غلاء الأسعار ونقص المخزون. وكان الإضراب ناجحًا، لذلك قرر الاتحادان في مارس من العام التالي إعداد اضراب آخر ولكن هذه المرة «لأجل غير مسمى»، بمعنى آخر «اضراب ثوري» وسيكون هدفه «تحويل كامل للبنية الاقتصادية والسياسية للبلاد».
في أبريل 1917 أي بعد شهر من سقوط القيصرية، سقطت حكومة رومانونس الليبرالية المعروفة باسم أنصار الحلفاء (aliadófilo) بسبب موقفها العدائي لألمانيا في الحرب بسبب غرق السفن التجارية الإسبانية بواسطة غواصات ألمانية -وهو افتراض محاولة التقرب من الحلفاء- ولم تعتمد تلك الوسيلة من بعض رجال حزبه ولا من الملك، الذي قد اقترب من انصار الألمان في فترة ما من الحرب إلا أنه كان أقوى دعاة الحياد الصارم بالرغم من أنه أنشا مكتبًا في القصر للأسرى والمفقودين من كلا الجانبين. وشرح رومانونس في مذكرة طويلة سلمت إلى الملك أسباب استقالته من منصب رئيس الحكومة، حيث أوضح أنه يمكن أن يكون عمل لصالح الحلفاء ولكنه حافظ على سياسة الحياد وكانت استجابة ألمانيا له بطريقة عدائية حيث غرق السفن التجارية الاسبانية والاضطرابات في المغرب. تم استبدال رومانونس بالليبرالي «مانويل غارسيا برييتو» والذي اعتبر أقرب إلى دول المحور من سلفه. لكن حكومته استمرت ثلاثة أشهر فقط بسبب الأزمة الخطيرة التي واجهها بسبب التمثيلية المصطنعة التي أطلقها المجالس العسكرية حديثة الإنشاء.

## أزمة عام 1917

### المجالس العسكرية
كان السبب الذي أشعل أزمة 1917 «وهي أسوأ أزمة شهدها نظام العودة الدستوري منذ نشأته» وفقًا لما ذكره مورينو لوزون، هي المشكلة التي طرحتها حركات «المجالس العسكرية» التي نشأت سنة 1916. وهي منظمات تابعة للجيش مع اختصاصها داخل شبه جزيرة ايبيريا وقد طالبت بزيادة الرواتب - تأثر الضباط من التضخم - والتي احتجت أيضا للترقيات السريعة لمن ينال ميزة الحرب من رفاقهم المتوجهين للقتال في المغرب. وبفضل هذا تمكنوا من زيادة دخلهم.

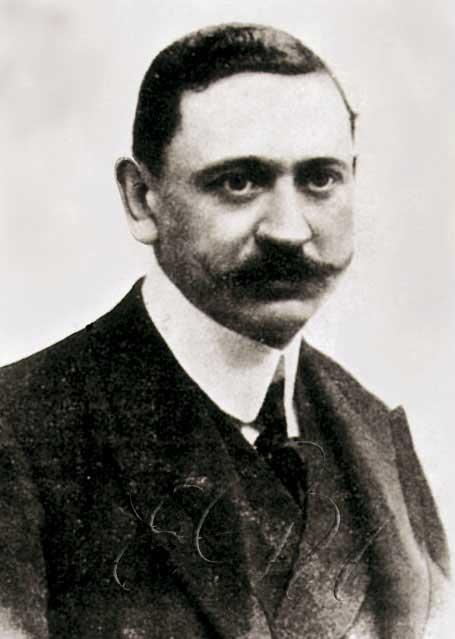
مانويل غارسيا برييتو رئيس الحكومة الذي عارض إضفاء الشرعية على مجالس الدفاع فاضطر إلى الاستقالة بسبب عدم وجود دعم من الملك ألفونسو الثالث عشر.

طلبت المجالس اعترافًا قانونيًا بالذي عارضته الحكومة. وفي أبريل 1917 تنحى رومانونس عن رئاسة الحكومة وتسلمها الليبرالي مانويل غارسيا برييتو الذي أمر وزير الحربية الجنرال فرانسيسكو أغيليرا بحل المجالس العسكرية. بلغ التوتر بين الحكومة وتلك المجالس ذروتها في الأسبوع الأخير من شهر مايو. وفي 1 يونيو قدم مجلس العسكري في برشلونة رسالة إلى القبطان العام لكاتالونيا طالبه بالإفراج عن الضباط الذين اعتقلوا لانتمائهم إلى المجالس والاعتراف بهم، وهدد بخرق النظام إذا لم يتم قبول مطالبهم.
انحاز الملك إلى جانب المجالس العسكرية«حتى ولو كان عليه أن يتنصل من وزير دفاعه ويغير كامل الحكومة الليبرالية» وأن يضع مكانها حكومة محافظة في محاولة أخيرة لتهدئة الوضع. وفقا مؤرخ خافيير مورينو لوزون:«بالبداية كان الملك يدعم وزرائه... ولكنه كان في موقف اختبار بين تأكيد السلطة المدنية أو التعاطف مع الطبقات الوسطى من الجيش، فمال الميزان لصالح الجيش الذي اسهب بالمديح لوطنيتهم المحمودة». فسقطت حكومة غارسيا برييتو وشكلت حكومة محافظة مكانها برئاسة إدواردو داتو الذي اعتبر أنه من المناسب الاستسلام للمطالب العسكرية وإطلاق سراح من اعتقلوا وإضفاء الشرعية على المجالس.
لذا فما حدث في 1905-1906 فيما يتعلق بحادثة Cu-Cut! وإعادة قانون الاختصاص القضائي تكرر مرة أخرى سنة 1917: حيث ناشد الجيش الملك فوقف الملك إلى جانبهم. فأجبرت الحكومة على الاستقالة، واستبدالها بحكومة رأسها المحافظ إدواردو داتو الذي أوقف الضمانات الدستورية ووازدادت الرقابة الصحفية وقبل بوجود المجالس العسكرية. وأغلق البرلمان بعدها ببضعة أيام.
مع سقوط الحكومة الليبرالية غارسيا برييتو واحلال داتو مكانه نتيجة لضغط الجيش والتاج معا، ثبت أنه لم يكن لأحزاب نظام تداول السلطة دورا في صناعة القرار، لأن مراكز القوة بدأت تتجه نحو الثكنات والقصر الملكي. "كان يونيو 1917 يعني نقطة اللاعودة في هذا المنزلق، فمنذ تلك اللحظة حتى سبتمبر 1923 عندما وضع انقلاب بريمو دي ريفيرا نهاية للملكية الدستورية ظهرت 14 أزمة حكومية في إسبانيا دعت أربع انتخابات عامة ووصل حوالي ثلاثة رؤساء الوازرة عن طريق الضغط العسكري المباشر. [...] ففي حين سقطت الحكومات لأسباب من عدم الدعم من جميع فصائل الحزب الواحد مع وجودها في الكونغرس وأيضا الضغوط من الخارج. وقعت ظاهرتان أدت إلى انهاء دفع النظام الليبرالي في الاتجاه المعاكس من مطالباته المتكررة للتجديد. الأولى تمكن الملك من زيادة إمكانياته وفرصه بالتدخل في اللعبة السياسية وتغيير التكليف لتشكيل حكومة من زعيم إلى آخر مع الاحتفاظ بالقدرة على اتخاذ قرار بشأن توقيت الانتخابات. [...] والثاني هو نقل المبادرة السياسية إلى الجيش، ونظراً لعسكرة النظام العام فقد ازداد الاحتجاج الاجتماعي. فتكررت المشكلة العسكرية وبرزت السياسة البريتوريانية في رغبة العسكر بعمل مجموعات ضغط على الشركات وتقديم أنفسهم بديل سياسي: فهم لم يعودوا سيف الدولة القوي كما في القرن 19 ولكن أرادوا أن يكونوا مجرد شركة.

### جمعية البرلمانيين
في نهاية مايو 1917، نظم الجمهوريون مع اليخاندرو ليروكس جبهة لقيام بمظاهرة كبيرة "دعما للحلفاء" في حلبة مصارعة الثيران في مدريد التي انضم إليهم حزب الإصلاح بزعامة ملكياديس ألفاريز الذي حضر بنفسه. وحضر معه لفيف من المعارضة من بينهم ميجيل دي أونامونو. وفقا للمؤرخ أنجليس باريو، خطب المتحدثون عن الإصلاح الدستوري وأن البرلمان سيرتقي كمحور للحياة السياسية، والذي لم يكن أكثر من استعادة البرنامج التقليدي للجمهورياتية". وبعدها بوقت قصير اندمج حزب العمال الاشتراكي الإسباني (PSOE) في التجمع الجمهوري-الاشتراكي الحديث. هكذا تم التوصل إلى الاتفاق في 14 يونيو لتشكيل حكومة مؤقتة لعقد انتخابات الجمعية التأسيسية.

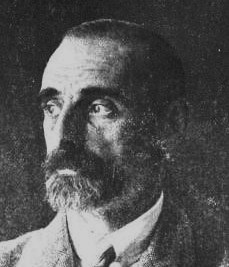
فرانشيسكو كامبو زعيم المجموعة الإقليمية.

في هذا السياق من الأزمة السياسية اتخذ الزعيم الكتالوني فرانشيسكو كامبو المبادرة. التقى يوم 5 يوليو في مجلس مدينة برشلونة بجميع نواب وأعضاء مجلس الشيوخ الكتالوني، ولكن مالبث أن انسحب منها ال13 عضوا من المنتسبين إلى الحزبين الحاكمين عندما أكدوا من جديد على إرادة كاتالونيا أن تصبح منطقة الحكم الذاتي ويمكن أن تنتشر تلك الرغبة إلى مناطق أخرى، وطالبوا بإعادة فتح البرلمان الذي هو المكون الأساسي. وإذا رفضت الحكومة داتو أي من هذه الالتماسات فإنها ستناشد جميع النواب والشيوخ لحضور جمعية البرلمانيين في برشلونة يوم 19 يوليو.
حاولت حكومة داتو التشكيك في تلك الدعوة من خلال تصوير الاجتماع على أنه حركة «انفصالية» و«ثورية»، ودعمت تلك حملة الصحافة المحافظة. لم يذهب مورا إلى برشلونة كما كان يأمل كامبو. وحضر فقط نواب الرابطة الإقليمية والجمهوريين والإصلاحيين بشخص ميلكياديس الفاريز والاشتراكي بابلو إغليسياس. الذين وافقوا «على أن الحكومة تجسد وتمثل إرادة السيادية للبلاد»، وطالبت بعقد انتخابات لجمعية التأسيسية. أمر حاكم برشلونة المدني بحل تلك الجمعية واحتجزت الشرطة جميع المشاركين، بالرغم من اطلاق سراحهم بمجرد مغادرة قاعة الاجتماعات في قصر منتزه القلعة (Parc de la Ciutadella). واتفقوا على عقد الاجتماع مرة أخرى في 16 أغسطس في أوفييدو، لكن هذا الاجتماع لم يتم أبداً بسبب الإضراب العام الذي نظمه الاشتراكيون.

### الإضراب الثوري العام
وفي غضون ذلك استمرت المنظمات العمالية بالاستعداد للإضراب العام الذي أعلنته في مارس. لكن الاشتراكيين قرروا أن يحضرونها بمفردهم لدعم عمال السكك الحديدية المضربين في فالنسيا، بهدف الإطاحة بالنظام الملكي وتشكيل حكومة مؤقتة وعقد البرلمان التأسيسي للكورتيس. لهذا السبب ظلت الـ CNT المؤمنين بـ «التعددية» متحفظة .

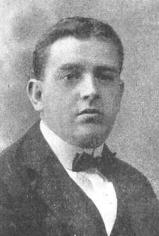
اندريس سابوريت عضو لجنة الإضراب. تم القبض عليه وحكم عليه بالسجن مدى الحياة. ولكن نال العفو بعد انتخابه نائبا للحزب الاشتراكي في الانتخابات العامة في السنة التالية.

وقال مانويل سواريز كورتينا: أن حكومة إدواردو داتو" اختارت مناورة خطرة كانت الخطة لاستفزاز الحركة العمالية للوقوع في إضراب مفاجئ يخيف النظام واستخدام الجيش لقمع أي شغب. وهكذا ستعلن الحكومة نفسها أنها المنقذ لإسبانيا وأنها ضمان القانون والنظام". من ناحية أخرى ذكرت أنجلس باريو:"إن موقف الحكومة استفزازي، فقد وجدت فرصة في إضراب السكك الحديد التي بدأت في فالنسيا يوم 19 يوليو وهو نفس اليوم الذي اجتمع فيه برلمانيون في برشلونة. في 21 يوليو أعلن قائد فالنسيا العام حالة الطوارئ ورفضت شركة السكك الحديدية في شمال إسبانيا إعادة العمال ال 36 الذين تم فصلهم. وأعلن الاتحاد الوطني للسكك الحديدية أنه إذا لم تتنازل الشركة فإنها ستدعو إلى الإضراب في جميع أنحاء إسبانيا في 10 أغسطس، وهو تهديد كان يجب أن يمتثل لأن الشركة رفضت التراجع. في ذلك الوقت قرر اتحاد العمال العام والحزب الاشتراكي دعم عمال السكك الحديدية وربط إضرابهم مع إضرابهم الثوري العام المخطط له في مارس. ذلك دعا "ثورية" الاشتراكيين إلى إضراب قسري في موقف دفاعي دعما لإضراب عمال السكك الحديدية في فالنسيا.
كان الإضراب إخفاقًا مدويًا. لم يكن لديه سوى تأثير بسيط في مدريد وبرشلونة وفالنسيا والمراكز الصناعية في الشمال (الباسك وغيبوثكوا وسانتاندير وأستورياس)، ولم يكن له أي تأثير على هذا المجال:«لذا سيكون جيدا للسلطات إن تمكنوا من خنق الإضراب بقوة». بالإضافة إلى ذلك أدانت النقابات الكاثوليكية الإضراب، وتطوع شباب الأحزاب الملكية للخدمات العامة لمواصلة العمل. وذكر سانتوس خوليا ان مفتاح فشل الإضراب هو «مجالس الدفاع» التي اعتقد الاشتراكيون أنها ستكون بجانبهم. فاتخذت مجالس الدفاع موقفا لتصبح جزءًا من النظام القائم لذلك فهم لم يساهموا بأي ثورة بل بالعكس عملوا على قمعها بقوة - «لم يقم الجنود بتشكيل السوفييتات مع العمال بالطريقة الروسية، ولكنهم أطاعوا قادتهم طاعة كاملة» كما قال مورينو لوزون. وعلّق أحد ضباط الحامية في برشلونة:«بأنه كان على الجنود منذ البداية أن يقمعوا بشدة، كي ينتهى الأمر سريعاً لأن الثوار اعتقدوا أن الجيش كان معهم». ترك العمال وحدهم مع إضرابهم. وكما حلت الحكومة جمعية البرلمانيين، وتفرق عنها النواب الجمهوريون والكاثوليكي والإصلاحيين.
خضع أعضاء لجنة الإضراب إلى لمحاكمة عسكرية حيث اتهموا بالتحريض على الفتنة، ووجدتهم المحكمة مذنبين وحكم عليهم بالسجن مدى الحياة في 29 سبتمبر 1917. فنقل لارجو كابييرو وسابريت وبستيرو وأنغيانو إلى سجن في قرطاجنة. فقامت حملة شعبية واسعة للتضامن مع المدانين ولكن لم تنل على أي نتيجة حتى شملهم الحزب الاشتراكي في قوائم مرشحيها لانتخابات فبراير 1918، وجري انتخاب الأربعة بالإضافة إلى بابلو إيغليسياس ضمن تحالف اليسار وهي الاقلية الاشتراكية في مجلس النواب. وأجبرت الانتخابات الحكومة على منحهم العفو في 8 مايو 1918 ونالوا مقاعدهم بعد عشرة أيام. هرب إنداليسيو برييتو إلى فرنسا ولم يعد إلا بعد أن أصبح نائبا (أبريل 1918). وكانت نتيجة قمع الإضراب ما مجموعه 71 قتيلا 156 جريحا وحوالي 2000 اعتقلوا. وكما أبرز خافيير مورينو لوزون:"أزالت أزمة 1917 أي مغامرة أخرى. فتراجع الكاتالونيين والمصلحين وحتى الراديكاليين، وقدموا خدماتهم -بدرجات متفاوتة- إلى التاج. اختفت العلاقة بين الجمهوريين والاشتراكيين، وكذلك انتهى الإتفاق بين نقابات العمال. دخلت الاشتراكية مرحلة من الخلافات الداخلية، وأدت التشددية الراديكالية إلى تشديد الكراهية للسياسة. وهكذا أظهر نظام العودة الدستوري -الذي كان شبه ميت في أحداث كثيرة- صلابة مدهشة في تلك الأحداث، والتي منحته الحياة لست سنوات أخرى.

## الخروج من أزمة عام 1917

### حكومات الائتلاف (1917-1918)
شاركت مجالس الدفاع بحماس في قمع اضراب أغسطس، ثم ضغطت بعدها على حكومة إدواردو داتو كي تستقيل في أكتوبر، فبدأ جليا أن السياسيين بدأوا بالاعتماد على الجيش عند تشكيل حكومة أو المحافظة عليها سواء كانت ليبرالية أو محافظة". ثم في 30 أكتوبر اجتمعت جمعية البرلمانيين في صالة أتينيوم مدريد (Ateneo de Madrid) برئاسة كامبو الذي ضغط من أجل انهاء نظام تداول السلطة. لذلك استُدعِي كامبو في نفس اليوم إلى القصر لمقابلة الملك. وأوضح السياسي الكتالوني خلال اجتماعه بالملك ماتفق عليه في الجمعية البرلمانية واقترح تشكيل حكومة ذات تمثيل واسع لضمان إجراء انتخابات نظيفة. وبعد المقابلة عاد كامبو إلى أتينيوم مدريد وأبلغ أصحابه البرلمانيين بموافقة ألفونسو الثالث عشر بمقترحات الجمعية، وأعرب عن موافقته أيضا على تعيين شخصين يختارهما بنفسه وزراء في الحكومة. على الفور اختار الاجتماع خوان فينتوزا من المجموعة الإقليمية والكاتالوني فيليبي روديس بالدريش المنتسب إلى حزب الإصلاح. للمرة الأولى في تاريخ عودة البوربون شكلت حكومة ائتلاف يوم 1 نوفمبر 1917 من المحافظين والليبراليين والمجموعة الإقليمية برئاسة الليبرالي مانويل غارسيا برييتو، ولكن ظلت فصائل ادواردو داتو خارج الحكومة لأنها استمرت في الدفاع عن صحة نظام تداول السلطة، والليبرالي سانتياغو ألبا بسبب وجود الجناح المحافظ في الحكومة اليمينية برئاسة خوان ديلا سيرفا. وأثبتت الصيغة الجديدة تضعضع نظام تداول السلطة. فدعت الحكومة إلى إجراء الانتخابات في فبراير 1918 حيث تميزت بصدق انتخابي غريب للغاية وإن استمرت شبكات الزعماء المحليين بالحضور مما ساعد على زيادة تقسيم الأحزاب الحاكمة.

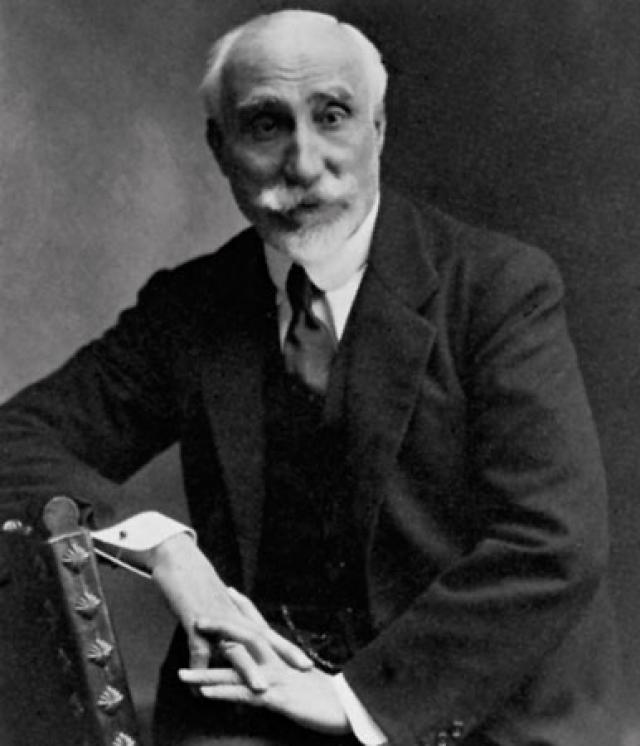
أنطونيو مورا رئيس «الحكومة الوطنية» التي شكلت في مارس 1918.

كان الليبراليون في تلك الانتخابات هم الرابحون حيث نالوا على 167 مقعدًا. فشكل مجلس النواب من 95 نائبا محافظا و 70 نائبا من اتباع الليبرالي برييتو، و54 من بقية الفصائل الليبرالية، و20 من الرابطة و7 للباسك -لأول مرة نالوا التمثيل النيابي- و6 من الاشتراكيين -كان شخصا واحدا في البرلمان السابق-، ولم يتمكن الإصلاحي ملكياديس ألفاريز ولا الجمهوري أليخاندرو ليروكس من الفوز في تلك الانتخابات. وبسبب التجزء لم يتمكن أحد من نيل الحكم لعدم وجود أغلبية واضحة. وفي تقييم لنتائج الانتخابات وقال كامبو انها كانت «كارثة وعار» وأظهرت أنه من المستحيل مع أطراف نظام تداول السلطة «إنشاء قوة برلمانية قوية ومرموقة تكون الأساس لجميع القوى الدستورية الأخرى».
لم تدوم حكومة الائتلاف برئاسة الليبرالي مانويل غارسيا برييتو التي حلت محل حكومة داتو سوى بضعة أشهر، والسبب في ذلك هو الخلافات الداخلية بالإضافة إلى ضغط مجالس الدفاع. ولسياسة المتابعة معهم دعم وزير الحرب المحافظ خوان دي لا ثييرفا مطالبات مجالس الدفاع الخاصة بهم، مما جعل غارسيا برييتو يخسر دعم الفصائل الليبرالية الأخرى، وعندما قدم استقالته اجبرته مجالس الدفاع بالبقاء. وبالأخر جاء إضراب الموظفين الذين شجعهم ممارسة الجيش فشكلوا مجالسهم الخاصة بهم، مما قضى على الحكومة. فقرر بريتو غارسيا حل هيئة البريد والتلغراف، وهي إحدى الهيئات التي بدأت بالإضراب، في حين هدد الجيش بتشكيل حكومة يرأسها ثييرفا. ثم أمر الملك الكونت رومانونس بجمع جميع قادة الفصائل الليبرالية والمحافظة للبحث عن مخرج. فالتقوا في ليلة 20 مارس 1918 في قصر مدريد الملكي وهناك هددهم ألفونسو الثالث عشر بالتنازل عن العرش إذا لم يقبلوا بتشكيل "حكومة ائتلاف" يكونوا كلهم تحت رئاسة أنطونيو مورا. وقال الملك:"قبل أن اكون ملك فانا إسباني. ويهمني الخير لشعبي قبل التاج، ولأن هذا يبدو مستحيلاً بسبب الخلافات بين حزب وآخر، لذا أؤكد أنني لن أشهد خرابه البلاد. وإذا لم تشكلوا حكومة الآن "فإن الساعات الأولى من الغد ستخرجني من الحدود".
هكذا ولدت ماسمي بـ «الحكومة الوطنية» التي شملت جميع قادة الفصائل الحاكمة، من الليبراليين رومانونس وألبا وبرييتو ومن المحافظين داتو وسيرفا إلى جانب مورا نفسه، بالإضافة إلى الزعيم الكاتالوني فرانسيسك كامبو. منحت الحكومة الجديدة العفو عن الزعماء الاشتراكيين المسجونين الذين تمكنوا من الفوز في الكورتيس، وأقرت قانون أساس على عدم ازاحة المسؤولين ومعايير الترقية بالأقدمية تكون حسب أعداد العاطلين عن العمل. ومع ذلك فقد فشلت الحكومة عند محاولتها الموافقة على موازنات الدولة التي كانت تمددها منذ 1914، لذلك قدم مورا الاستقالة إلى الملك في نوفمبر 1918. وعندما غادر القصر قال للصحفيين:«هل رأيتم مدى سرعة هذه الحكومة، والآن جاء شخصًا أفضل مني يبحث عن الإصلاح». كتب السفير الفرنسي إلى حكومته:«في اللحظة التي توجهت كل العيون نحو الأفق الذي سيحدد مصائر العالم، استمر الإسبان في تكريس أنفسهم لمشاجراتهم الداخلية الصغيرة».
بعد فشل «حكومات الائتلاف» بدأت العودة إلى نظام تداول السلطة بين المحافظين والليبراليين - في الواقع التداول كان بين الفصائل - ولكن في السنتين ونصف السنة التالية لم تصل إسبانيا إلى الاستقرار السياسي، فقد وصلت سبع حكومات في تلك الفترة. وفقا لسانتوس خوليا:«نرى أن هناك طبقات سياسية مقتنعة جدا بالحاجة إلى إصلاحات جذرية في القوانين والممارسات السياسية ولكنها غير قادرة على تنفيذها. [...] فالسياسيون في حقبة العودة يعلمون أن الزعماء المحليون (بالإسبانية: caciquismo) هم حالة شريرة، لكنهم لا يعرفون كيف يحكمون دون الاعتماد عليهم».
أشار توسيل وغارسيا كويبو أنه منذ 1918 أصبحت "الانتخابات أكثر صدقاً وأقل قابلية للسيطرة لكنها أضحت أكثر بعدا من تمثيل مجتمع نشط ومعبئ يدعم الطبقة السياسية، كما هو الحال في الديمقراطيات. توصل المراقبون الدبلوماسيون الأجانب إلى استنتاج مفاده أنه في هذه الحالة لا توجد أحزاب كبيرة في الحكومة لأنه حلت محلها فتات الأحزاب. وهكذا كانت أزمة البرلمان حتمية: ... فمنذ 1914 لا يمكن الموافقة على الميزانية لعدم وجود أغلبية راغبة بذلك. [...] تكررت الأزمات الحكومية سواء كانت برلمانية أم غيرها (أكثرها بسبب التدخل العسكري) في فترة قصيرة جداً من الزمن.

### المسألة الإقليمية

#### حملة لإستقلال كاتالونيا الذاتي

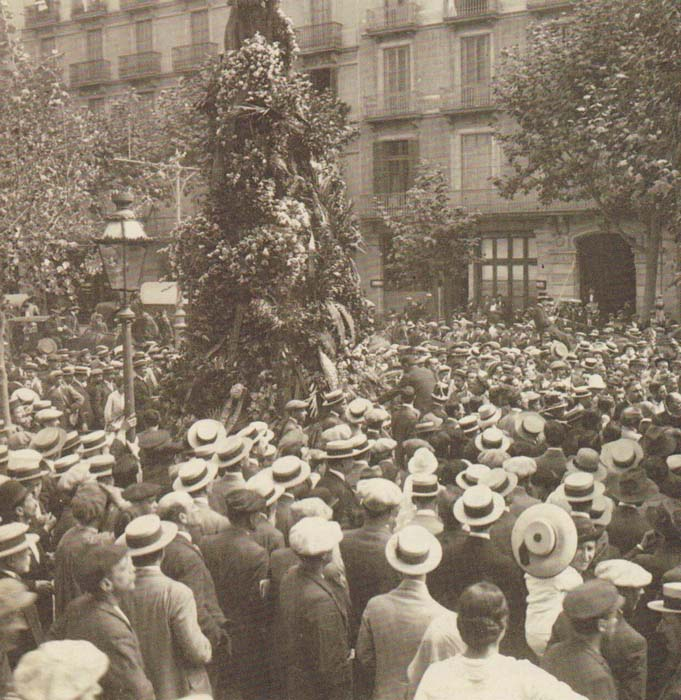
الإحتفال باليوم الوطني لكتالونيا أمام نصب رافائيل كازانوفا سنة 1914.

انتهت «حكومة مورا الوطنية» في 10 نوفمبر 1918 وتلتها حكومة ليبرالية برئاسة غارسيا برييتو حيث استلم سانتياغو ألبا وزارة المالية. كان عليه أن يتعامل مع «أزمة الكفاف» الخطيرة الناجمة عن ارتفاع الأسعار، لكن مرة أخرى وجدت الإصلاحات التي ادخلها ألبا مقاومة من القطاعات الصناعية التي استفادت من الحياد الإسباني في الحرب العظمى، بينما ازدادت الاحتجاجات بسبب زيادة أسعار المنتجات الأساسية. وفي النهاية أتى ضغط الرابطة التي طالبت بحكم ذاتي لكاتالونيا مما أسقط الحكومة بعد شهر واحد فقط من تشكيلها. فأمر الملك الكونت رومانونس بإنشاء حكومة أخرى، التي كانت مهمتها الأساسية هي «القيادة عبر قنوات أكثر مرونة في قضية الحكم الذاتي».
بعد فشل «حكومة مورا الوطنية» التي أشركت فيه الرابطة الإقليمية بقصد تحديث النظام، إلا ان كامبو والرابطة ذهبوا إلى أبعد من ذلك في مطالبهم حيث نظموا حملة ل «حكم ذاتي متكامل» لكاتالونيا، وفقا لمورينو لوزون:«انتقل المشهد السياسي الإسباني إلى البداية». ووفقا لشهادة كامبو نفسه أنه اتخذ تلك المبادرة بعد مقابلته مع الملك يوم 15 نوفمبر 1918 وقد شجعه الملك خلالها على إطلاق حملة للاستقلال الذاتي لصرف جماهير [كاتالونيا] من أي غرض ثوري. «لا أرى أي امكانية لتلبية تطلعات كاتالونيا مرة واحدة وإلى الأبد. لذا يجب على الكتالونيين التوقف عن الشعور باللحظة الثورية وتعزيز تمسكهم الملكي». ووفقا لمورينو لوزون:«كان ألفونسو الثالث عشر على قناعة بان الرابطة راضية بجرعة إقليمية، بحيث يمكن ردع الجماهير ووقف ثورة وشيكة في برشلونة، بسبب التأثير الروسي أو الألماني» وقال كامبو:"لقد حان وقت كاتالونيا".
وفي 28 نوفمبر قدم رئيس اتحاد كاتالونيا جوسيب بويغ والبرلمان الكاتالوني لرئيس الوزراء غارسيا برييتو مسودة القواعد الأساسية للحكم الذاتي لكاتالونيا التي قدمها كومنولث كاتالونيا ونالت دعم 98 ٪ من سكان كاتالونيا التي تمثلها بلدياتهم. وانقسم النقاش حول ماإذا كان يجب التفاوض بشأن المشروع الحكومة التي استقالت بعد شهر واحد فقط من تشكيلها. فعين الملك رئيساً للحكومة كونت رومانونس المؤيد للتوصل إلى حل وسط.
وأثارت إمكانية السماح بصدور قانون الحكم الذاتي لكاتالونيا رد فعل فوري من القومية الإسبانية التي كشفت عن حملة قوية مناهضة للكتالونية التي أثارت مواضيع وصور نمطية عن كاتالونيا والكاتالونيون وتمكنت من حشد آلاف الأشخاص الذين تظاهروا في مدريد ومدن أخرى.

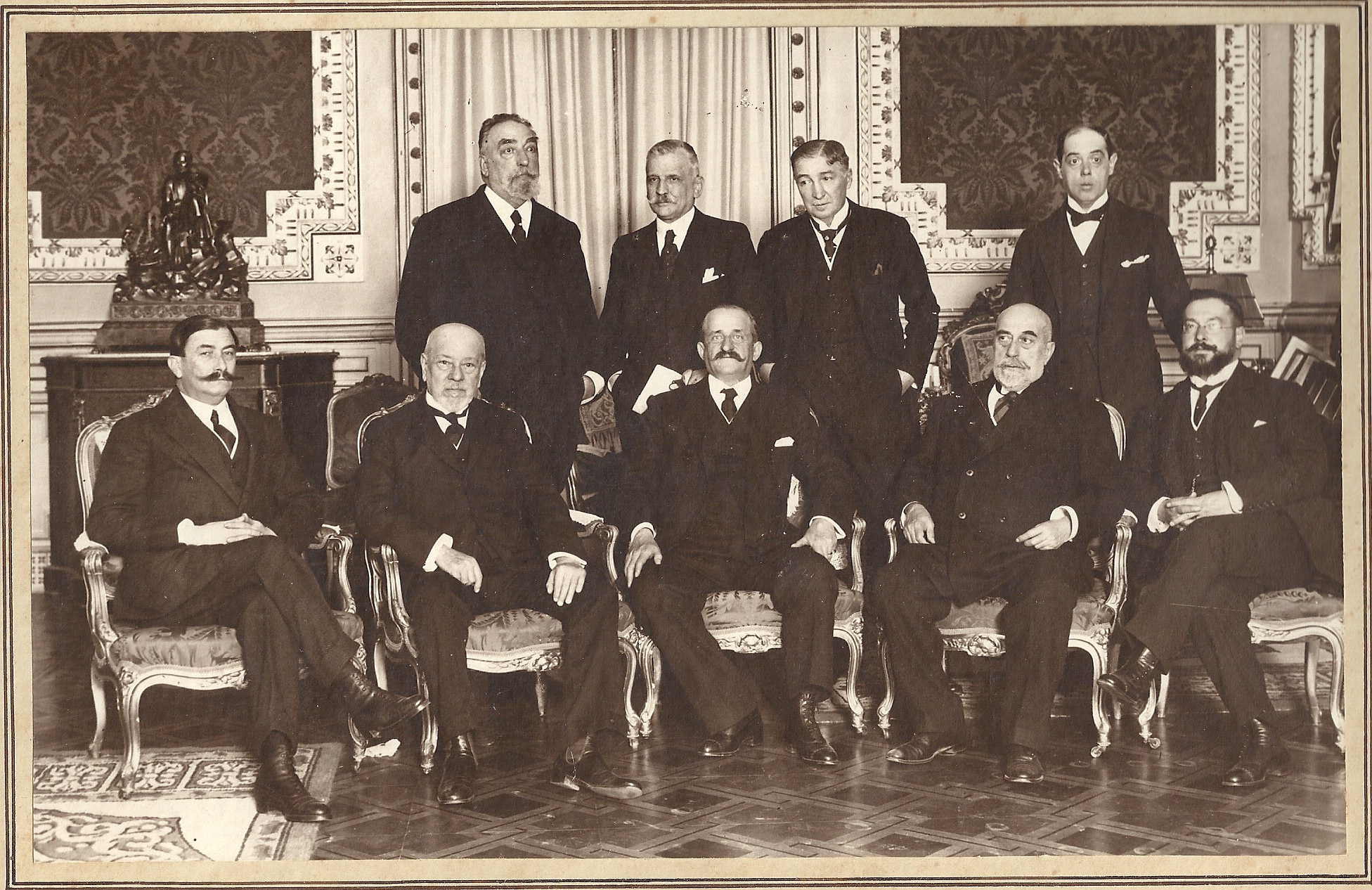
الحكومة الكونت رومانونس الجالس في الوسط.

وفي 2 ديسمبر 1918 أي بعد يوم من تشكيل حكومة رومانونس اجتمع نواب الأقاليم القشتالية في بورغوس لمناقشة مسألة كتالونيا، فألقوا خطابا سمي بخطاب قشتالة حيث دافعوا عن «وحدة إسبانيا الوطنية» وعارضوا أي حكم ذاتي سياسي لأي منطقة من شأنه التقليل من السيادة الإسبانية، بل وطالبوا بمقاطعة «شركات الصناعة الكاتالونية». كما اعترضوا على التعاون الرسمي الحكومي لكتالونيا التي اسموها «اللهجة الإقليمية». وفي اليوم التالي نشرت صحيفة El Norte de Castilla مقالا بعنوان:«مواجهة مشكلة قدمتها القومية الكتالونية، تؤكد قشتالة قوميتها الإسبانية». كما شجبت «الحملة الانفصالية التي يتبجحون بها في أقاليم الباسك». فظهرت في بلاد الباسك وغاليسيا بعض علامات الدعم للقوميين الكاتالونيين.
غير الملك موقفه وأعرب عن تضامنه مع «الإيماءات الوطنية للأقاليم القشتالية»، مشجعاً رؤساء مجالس المقاطعات على مواصلة جهودهم. وبالنقاش البرلماني في بداية ديسمبر حول مسودة القواعد الأساسية للحكم الذاتي لكاتالونيا التي قدمها كومنولث كاتالونيا ونالت دعم 98 ٪ من سكان كاتالونيا التي تمثلها بلدياتهم، اتهم نكيتو ألكالا زامورا المتحدث باسم الليبراليين ومعه الحكومة بأن كامبو يرغب أن يصبح سيمون بوليفار كاتالونيا وأوتو فون بسمارك إسبانيا في نفس الوقت. كما عارض زعيم المحافظين أنطونيو مورا الحكم الذاتي لكتالونيا. وفي كلمته أمام النواب الكاتالونيين أخبرهم بأنهم أسبان سواء أحبوا ذلك أم لا. «لا يمكن لأحد أن يختار أب أو أم أو إخوة أو وطن». وقد لقي خطابه ترحيباً كبيراً من نواب الحزبين الحاكمين ومعهم أيضا رئيس الحكومة الكونت رومانونس. في نفس يوم خطاب مورا، أي في 12 ديسمبر 1918 كتب كامبو رسالة وداع إلى الملك ومبررا له سحب غالبية النواب والسناتورات الكتالونيين من الكورتيس احتجاجا على رفض النظام الأساسي، وهي لفتة أثارتها الأحزاب الحاكمة. وفي برشلونة أطلق كامبو مسيرة «الملكية»؟ الجمهورية؟ كاتالونيا! «لا نرهن حكمنا الذاتي للجمهوري ولا نتوقع أن تنفذ الجمهورية الحكم الذاتي لكننا لن نبطئ مسيرتنا بسبب حقيقة أن الملكية قد تسقط يوما ما».
كون رومانونس لجنة من خارج البرلمان لصياغة اقتراح سيُنقل إلى كورتيس. فأعدت اللجنة برئاسة أنطونيو مورا مسودة قانون أساسي كانت محدودا جدا بل وأزالت بعض الصلاحيات التي كانت تمارسها بالفعل منظمة كومنولث كاتالونيا، وهو أمر غير مقبول للنواب الكاتالونيين الذين عادوا إلى الكورتيس نهاية يناير 1919. وطالب كامبو بعدها بإجراء استفتاء عام في كاتالونيا لمعرفة ما إذا كان مواطني كاتالونيا يريدون قانونًا ذاتيًا أم لا، لكن نواب الأحزاب الحاكمة ومن بينهم ألفونس سالا رئيس الاتحاد الملكي الوطني حديث النشأة أطالوا المناقشات ولم يناقش الاقتراح أبدا. وأخيراً أغلقت الحكومة البرلمان في 27 فبراير واستفادت من الأزمة التي سببها إضراب لا كاناديني في برشلونة.
ووفقا لخافيير مورينو لوزون فإن الحكومة والملك أوقفت دعم تلك اللجنة بسبب ضغوط الحامية من برشلونة والاشتباكات العنيفة التي قام بها زعيم الرابطة الوطنية الإسبانية والمستقل فرانسيسك ماسيا، أما المشروع فقد دفن نهائيا في بداية الحرب الاجتماعية في كاتالونيا مع إضراب لا كاناديني أو مايسمى بالإضراب الكندي في فبراير 1919 باعتبارها قضية إقليمية لديها خلفية عن هموم الطبقات الحاكمة في كتالونيا. فشل الرابطة شجع على ظهور المزيد من الجماعات القومية الكاتالونية المتطرفة مثل الاتحاد القومي الديمقراطي لفرانسيسك ماسيا التي أنتجت حزب دولة كتالونيا والحزب الجمهوري الكاتالوني بزعامة لويس كومبنيس والاتحاد الاشتراكي الكتالوني.

#### نمو القومية الباسكية
لاقت حملة الاستقلال الذاتي لكاتالونيا 1918-1919 بدعم واسع من القومية الباسكية بسبب التطلعات الكاتالونية المرتبطة بهم. في ذلك الوقت عاشت القومية الباسكية أوج قمتها في حقبة العودة. ففي سنة 1918 فازت في الانتخابات التي أعطته الهيمنة السياسية في بيسكاي المعقل الرئيسي للPNV لتحل محل الأحزاب الحاكمة التي كانت تهيمن على الباسك من قبل. والسبب وراء نجاحهم كانت «حملة الحكم الذاتي» وتحالفهم مع المجموعة الإقليمية لكاتالونيا وزعيمها كامبو، الذي دفعهم للمطالبة أيضا «بحكم ذاتي كامل» للباسك. وبذلك فإن مجالس المقاطعات الثلاث في إقليم الباسك بناء على مبادرة من مقاطعة بيسكاي طالبت «إعادة دمج الامتيازات» أو إذا تعذر ذلك فحكم ذاتي واسع على أساس الامتيازات القديمة، وهو اقتراح قدمه القوميين الباسك للبرلمان يوم 8 نوفمبر ولكنه رُفِض.
ومن ناحية أخرى أرسل سبعة نواب الحزب القومي الباسكي تهنئة إلى الرئيس الأمريكي وودرو ويلسون، الذي دافع عن مبدأ القوميات في إعادة تنظيم الخريطة الأوروبية بعد نهاية الحرب العظمى "في الذكرى ال79 لإلغاء الحكومة الاسبانية استقلال شعب الباسك". في 15 ديسمبر 1918 التقى في مدينة بلباو جمعية مجالس الباسك لكن انتهى بمشادة خطيرة بين الحزاب الملكية والاشتراكيين من جهة ومن القوميين الباسك من جهة أخرى. وجابت تظاهرة القوميين الباسك شوارع بيلباو واعتدوا على إحدى الصحف. فكان رد حكومة رومانونس هو عزل رئيس بلدية بلباو ماريو أرانا.
وفي سنة 1920 تعرض حزب مجتمع الباسك القومي لنكسة انتخابية، وسبب ذلك يعود إلى التئام الأحزاب الملكية من الليبراليين والمحافظين في جبهة معادية للقومية سميت المجموعة الملكية للعمل أسست في يناير 1919. ففازت في انتخابات 1920 و1923، مما قلل من التمثيل البرلماني للقومية الباسك إلى نائب واحد لبنبلونة بفضل تحالفه مع الكارليين. وفوق ذلك فقد الوطنيون الباسك أغلبيتهم في مجلس مقاطعة بيسكاي في 1919 ورئاسة بلدية بلباو في 1920. أدى هذا الفشل إلى رحيل مجموعة هامة من المتشددين بدءا من سنة 1921 بزعامة الياس غاليستيك، وكانت لهم مجلة Aberri الناطقة بإسمهم. كانت افكار المجلة ترفض «طريق الاستقلال الذاتي» وطالبت باستقلال. للقيام بذلك أسسوا حزب PNV الجديد. في أغسطس 1923 تحالف مع العمل الكتالوني -وهو حزب قومي كتالوني انقسم عن الرابطة- والجماعات القومية الجاليكية وسمى التحالف باسم (Galeuska) التحالف الراديكالي القومي.

### الصراع الاجتماعي وتأثير الثورة الروسية

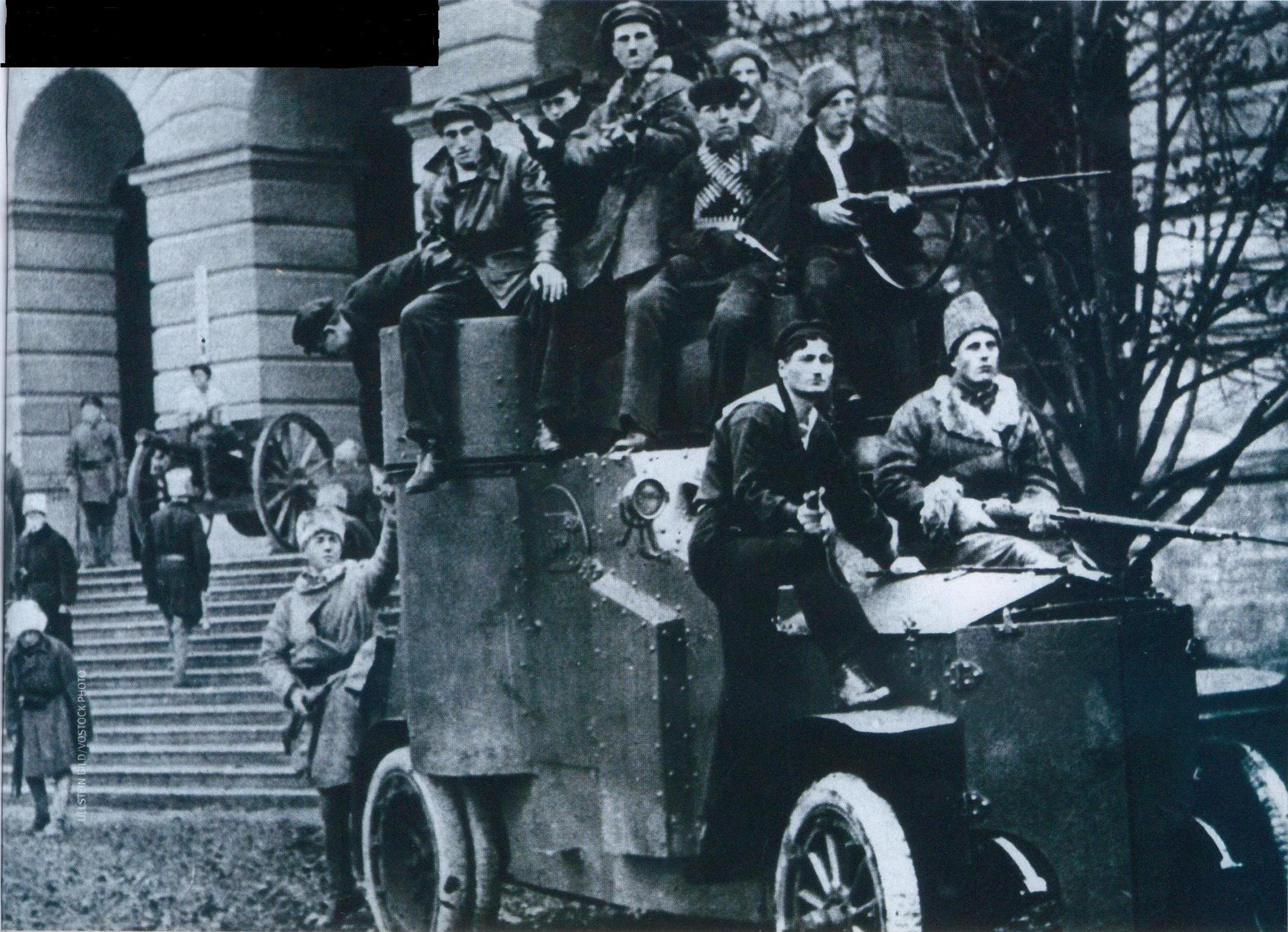
الحرس الأحمر أمام معهد سمولني في سانت بطرسبرغ مركز ثورة أكتوبر 1917 الروسية، التي كان لها تأثير كبير على حركات العمال حول العالم.

بالإضافة إلى «القضية الإقليمية» اندلعت أزمة اجتماعية أخرى خطيرة في كاتالونيا وفي الريف الأندلسي. «حرب اجتماعية حقيقية بهجمات للفوضويين والمسلحين الذين استأجرهم أصحاب العمل أعلن عنهم في كتالونيا، بعد ثلاث سنوات من تعبئة عمال المزارع الذين وصلهم في الأندلس أصداء الثورة الروسية».
كان تأثير انتصارات ثورة أكتوبر الروسية كبيرا على الحركات العمالية في إسبانيا. ومن عجيب المفارقات أن أكثر المتحمسين للبلاشفة في البداية كانوا الأناركيين بينما بقي الاشتراكيون غير مبالين. افتتح الكومنترن الثالث التأسيسي في 1919 للنقاش حول دمج كل من الاتحاد الوطني للعمل CNT وحزب العمال الاشتراكي الإسباني PSOE واتحاد العمال العام UGT. انضم الاتحاد الوطني في البداية ولكن انسلخ عنها بعد زيارة وفدها إلى روسيا السوفياتية سنة 1920 لأن مبادئها كانت تعارض تماما الأناركية النقابية. وأيضا أعطى الاشتراكيون للتكتل تقرير معارض بعد زيارتهم لروسيا في العام نفسه انتهت مع عدم تأييد أنصار الحزب الاشتراكي العمالي للبلاشفة سنة 1921 مما أوجد الحزب الشيوعي الإسباني وهو حزب صغير ارتبط بالكومنترن الثالث وبأوامر مباشرة من موسكو. ومع ذلك وبالرغم من عدم انضمام اثنين من كبرى المنظمات العمالية الاسبانية إلى الحركة الشيوعية، إلا أنه اعتبرت «ثورة أكتوبر أسطورة تعبئة لا يمكن وقفها هزت العمال لسنوات وجرت قادتهم وأذهلت الجماهير بمحاولة التأطير».
شهدت الحركة العمالية الأناركية والاشتراكية نمواً كبيراً في سنوات الحرب العالمية. ففي سنة 1919 عقد الاتحاد الوطني للعمل (CNT) مؤتمره الثاني الذي ادعى أن عدد أعضائه قد تجاوز أكثر من نصف مليون عضو عما كان عليه في مؤتمره الأول 1911 حيث يلغ 26,000 فقط. وكذلك قالت UGT في مايو 1920 أنها تجاوزت 200,000 عضو. «وبالنهاية فإن النقابات هي منظمات حقيقية للجماهير» حسب أنجيليس باريو.

#### الثلاثية البلشفية في الأندلسيا
ازداد في الأندلسيا عضوية نقابتي CNT و UGT خلال سنوات الحرب.
في الأندلس كانت هناك زيادة في عضوية نقابة CNT و UGT خلال سنوات الحرب. وهذا ما يفسر بحسب لوس باريو بتغيير في شكل المطالبات: لم يعد التمرد بالثورة كما كان تقليديا بين العمال من الريف الأندلسي، ولكن الانسحاب من نظام ملكية الأراضي التي عفا عليها الزمن والمطالبة بأشكال جديدة من الاستغلال والإنتاج. وقد كان هناك تكثيفا للاحتجاجات خلال 1918 - 1920 والتي عرفت باسم «السنوات البلشفية الثلاث» أو الثلاثية البلشفية (Trienio Bolchevique)، وسميت بذلك بسبب تأثير وأصداء «ثورة أكتوبر» في الأندلس. وقد كانت هناك اضرابات باستمرار ولكنها جوبهت صلابة غير عادية من أرباب العمل والسلطات. فقد طالبت النقابات العمالية زيادة الأجور وايجاد فرص العمل للعاطلين في المدن قبل اللجوء إلى العمالة الخارجية. ولاقت تلك تعبئة الدعم عن طريق المسيرات والصحف والنشرات وبعناوين الثورة الروسية: الأرض لأولئك الذين يعملون بها، وخلال الإضرابات كان العمال اليومية يحتلون المزارع فيقوم الحرس المدني والجيش بطردهم بعنف. واستمرت عمليات التخريب والهجمات. ثم بدأت مستويات تحريض الفلاحين الأندلسيين بالتدني بدءا من 1920 بسبب القمع حتى اختفت بالكامل في 1922.

#### الصراع الاجتماعي في كتالونيا
في مؤتمر سانتس الإقليمي 1918 تخلى اتحاد CNT عن هيكل اتحاداته المهنية، وأعاد تشكيل هيكلته على أساس اتحادات الأحادية المهنة، اتحادات الصناعة المحلية أو الإقليمية، وبالرغم من عدم تشكيل اتحادات وطنية للصناعة وكانت تلك الطريقة هي التي انتشرت بعد ذلك في النقابية الأوروبية - "على سبيل المثال: فإن المعادن سيكون لديها الآن اجتماع عام واحد فقط والذي يخضع له أقسام عمال اللحام والميكانيكيين وصانعي الغلايات الذين يحتاجون للمساعدة المتبادلة" كما قال لوزون مورينو. أما أنجيليس باريو فأشار: "كانت صيغة الاتحاد أحادي المهنة مثالية لـ CNT في كتالونيا لأنها استجابت لهيمنتها في المنطقة بمنافسة ضئيلة من النقابات الأخرى، ولأنها سهلت للاتحاد باتخاذ قراراته بسرعة، بالإضافة إلى ذلك استخدامه التصويت الحر في نظام الاجتماعات.
وفي ذات الوقت كانت هناك «حرب اجتماعية» في كاتالونيا. فبدأ الصراع في فبراير 1919 بإضراب لا كاناديني أو الكندي، وهو الاسم الذي عرفت به شركة برشلونة للتحكم بالكهرباء (Barcelona Traction) التي كانت تزود المدينة بالتيار الكهربائي. ونتيجة لذلك أضحت برشلونة بدون إضاءة وبدون مياه وبدون ترام. اختارت حكومة رومانونس طريق المفاوضات ولكنها استسلمت لضغوط أصحاب العمل التي طالبت بقبضة حديدية بعدما وجدت حلفاء مهمين مثل قائد كاتالونيا العام خواكين ميلانس دل بوش والملك ألفونسو الثالث عشر. «فقد سُلِّحت الخدمات واستعادت برشلونة الحياة الطبيعية بينما امتلئت السجون بالمضربين» كما قال آنخيلس باريو. ومع هذا فقد توصلت الشركة إلى اتفاق مع المضربين بفضل وساطة سلفادور سيغوي زعيم CNT المعتدل حيث بقيت قضية معلقة وهي قضية محاكمة المضربين المسجونين تحت القضاء العسكري حيث أصر القائد ميلانس دل بوش على رأيه مما أجبر الاتحاد الوطني للعمل CNT على تنفيذ تهديده بإعلان الإضراب العام. وكان رد أرباب العمل المؤيدين لميلانس هو لإعلان عن إغلاق الشركة التي اتهمت العمال بالعناد. فحاولت الحكومة إقالة ميلانس الذي أعلن الأحكام العرفية لكن الملك عارض ذلك، لذا استقال رومانونس. فجاءت حكومة المحافظ أنطونيو مورا الذي أيد سياسة ميلانس، فحل الاتحاد الوطني للعمل وسجن قادتها. في حين تدخل الحرس المحلي للحفاظ على النظام في برشلونة .
انتقل النزاع العمالي الكتالوني بعد ذلك إلى «حرب اجتماعية» حيث لجأ كلا الجانبين إلى العنف وأضحت برشلونة مسرح الحرب فاشتبك مسلحو النقابيين مع حرس أرباب العمل الذين يقودهم ضابط الشرطة السابق مانويل برافو بورتيو الذي وظفه اتحاد أصحاب العمل، وشكل عصابة واسعة ومنظمة تنظيما جيدا تتكون من المجرمين والنقابيين الفاسدين وكان أحد الذين نفذوا اولى عمليات القتل لمسلحي وقادة الاتحاد الوطني. أما الفوضويين حيث الحماية من قادتهم، فقد شكلوا مجموعات عمل حيث يقوم أعضائها بتوزيع الأدوار بينهم بين البلطجة والقتل بالأجرة وإثارة الفوضى. فيقوم انصارهم بمزيد من الهجمات ضد رجال الأعمال والمسؤولين ورجال الشرطة والبلطجية والعمال المنشقين.

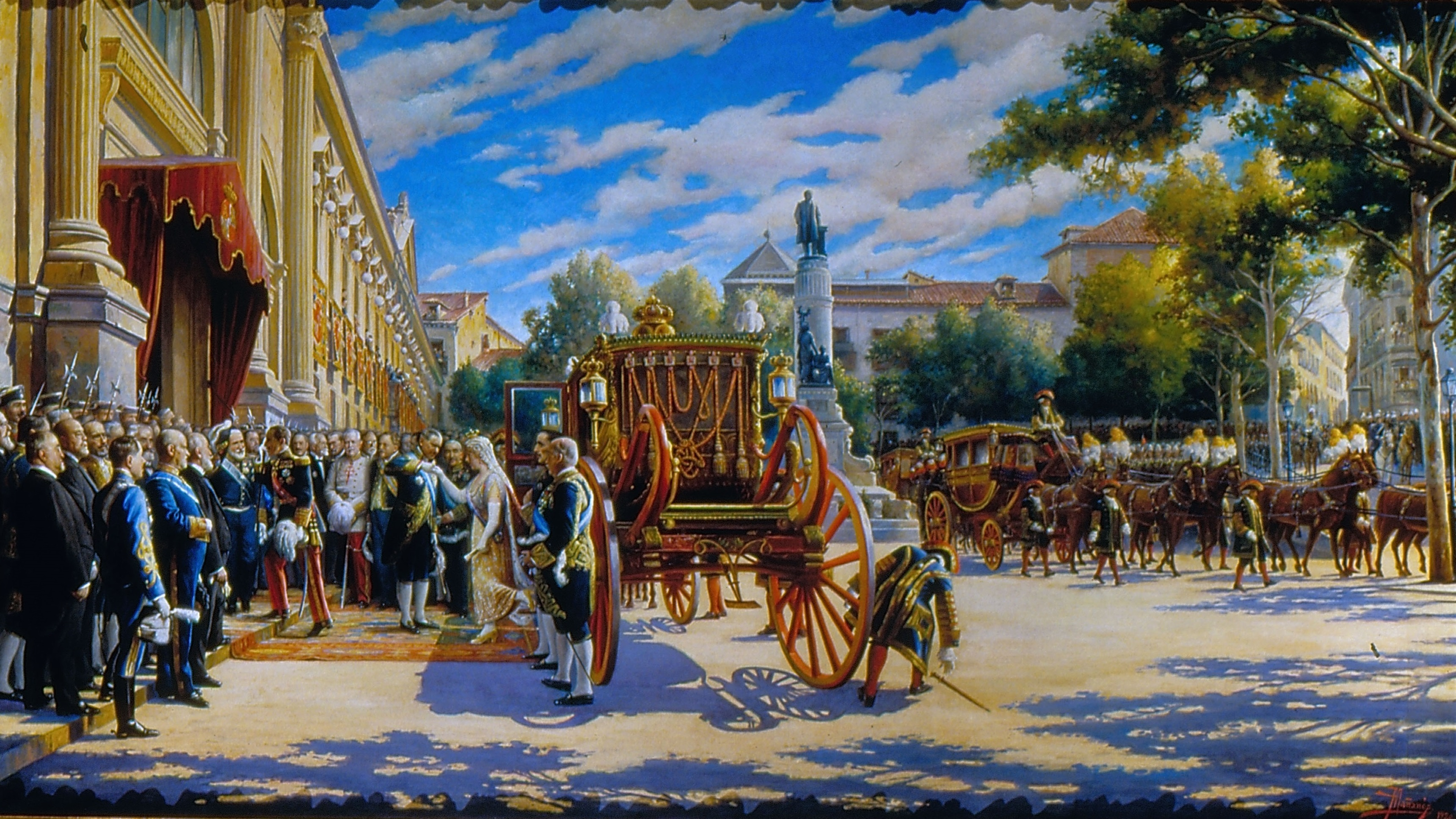
صورة لافتتاح الكورتيس سنة 1919 يتضمن لحظة دخول الملكين إلى مبنى مجلس الشيوخ حيث استقبله رئيس الحكومة أنطونيو مورا.

وفي يونيو 1919 دعا مورا إلى اجراء الانتخابات إلا أنه لم ينل الأغلبية وأدت الاختلافات داخل صفوف حزب المحافظين في البرلمان الجديد بحيث انقسموا إلى فصيلين من نفس الحجم. ورفضت الفصائل المحافظة وغيرها من الاعتراف به رئيسا لحزب المحافظين على الرغم من ضغوط الملك للقيام بذلك:«دفاعا عن الحكم الملكي والنظام العام». وهكذا جاء سقوط مورا في أغسطس 1919 فخلفه أيضا المحافظ خواكين سانشيز دي توكا، الذي أعاد التفاوض في مسألة الحرب الاجتماعية في كاتالونيا. ونجح في وضع حد لإغلاق أرباب العمل مصانعهم، على الرغم من أنه بعد الهجوم الأناركي الذي أنهى حياة برافو بورتيلو ضغط أصحاب العمل على الحكومة لاستعادة «القبضة الحديدية»، -في حين حافظ ميلانس على علاقة مباشرة مع القصر الملكي مروراً بالحكومة-. ولكنه لم يدم في الحكم إلا أشهر قليلة فسقطت حكومته في ديسمبر 1919 وبالتزامن مع مؤتمر CNT التي فرضت أطروحات راديكالية، فأتت حكومة المحافظ سالازار، الذي اعاد طريقة «الضرب بشدة» فعين اثنين من قادة القبضة الحديدية على رأس حكومة برشلونة المدنية وشرطتها. وفي الوقت نفسه بدأ البارون دي كونينغ بإدارة عصابة برافو بورتيو «وهو مغامر ألماني ومحتال» زرع الخوف والرعب بين العمال. فنقل النائب الجمهوري فرانسيسكو ليريت إلى البرلمان قضية ارهاب أصحاب العمل والتي تساعدهم الحكومة للتخفيف عن القائد العام لكتالونيا خايمي ميلانس دل بوش الداعم الأساسي للقمع لحل الصراع، وهو أيضا يتلقى الدعم القوي من أرباب العمل الكتالانيين. لم يتعرض ديل بوش لأي عقوبة ولكنه كوفئ بإعطائه منصب رئيس حرس القصر الملكي. ومع ذلك فإن هذا لم يمنع حكومة سالازار من السقوط في مايو 1920 وحل محله المحافظ ادواردو داتو الذي نال من الملك قرار بحل الكورتيس والدعوة إلى انتخابات جديدة في ديسمبر 1920 أي بعد عام ونصف فقط من الاحتفال بحكومة مورا.

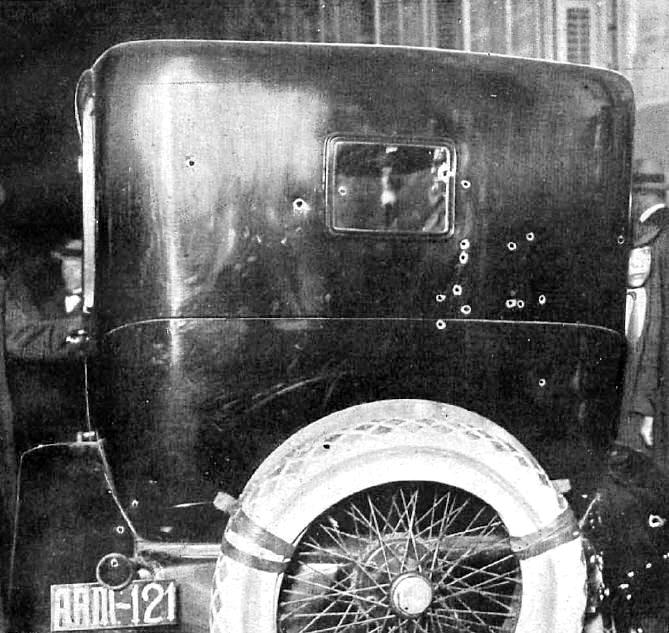
الجزء الخلفي من السيارة التي قُتل فيها إدواردو داتو وظهرت فيها ثقوب الرصاص.

تخلى داتو في البداية عن سياسة "الخط المتشدد". وحل عصابة كونينغ وأطلق سراح العديد من السجناء النقابيين وأنشأ وزارة العمل للتعامل مع القضية الاجتماعية. بالإضافة إلى ذلك نظم داتو رحلة للملك إلى برشلونة ودرس إمكانية توسيع صلاحيات كومنولث كاتالونيا. ولكن هذه التدابير لم تنه أعمال العنف، لذلك أعادت الحكومة سياسة القمع بعد اغتيال مجموعة فوضوية الكونت سالفاتيرا حاكم برشلونة المدني السابق في حكومة سانشيز دي توكا. فعين الجنرال سيفيريانو مارتينيز أنيدو على رأس حكومة مدنية لبرشلونة، الذي طبق قمعًا شرعيًا مناهضًا للنقابة شمل تطبيق قانون الهروب «هو نوع من الإعدام خارج نطاق القضاء». حفز هذا العمل على العودة إلى العنف الفردي والأعمال الإرهابية وازدادت حدة حرب الشوارع بين الأناركيين وأعضاء النقابة العمالية الحرة الخاضعة لأصحاب العمل في الفترة 1920 - 1922... وكانت جريمة قتل فرانسيسكو ليريت وهو في طريقه إلى قاعة المدينة لإدارة نقابيي المهن الحرة الذين رحلوا إلى ماون واحدة من أكثر الحلقات التي لها تداعيات سلبية على الحكومة. "كانت نقابة المهن الحرة -على النقيض من اتحاد CNT - مكونة من عمال كاثوليك غير سياسيين أو ببساطة خيبة أمل باستراتيجية أناركية والتي فضل أصحاب العمل توظيفها مما أدى إلى زيادة في عدد أعضائها. فقد زعموا أن لديهم 150,000 عضو في 1922. هذا فتح المنافسة النقابية التي انتهت في كثير من الأحيان بتبادل إطلاق النار.
وصلت دوامة العنف إلى رئيس الوزراء نفسه حيث اغتيل داتو في 8 مارس 1921 في مدريد، حيث أطلقت مجموعة من ثلاثة فوضويين النار عليه عندما كان يقود سيارته إلى منزله من مجلس الشيوخ. وقد ربط أحد قاتليه بيدرو ماثيو الهجوم بالسياسة القمعية التي اتخذتها حكومته: لم «أطلق النار على داتو الذي لم أكن أعرفه إلى الآن، ولكن ضد رئيس أجاز القوانين الأكثر قسوة وتعطشًا للدماء:قانون الهروب». زاد اغتيال داتو من القمع ضد نقابة CNT وكذلك ازدادت حدة هجمات مسلحي «نقابة المهن الحرة» ضدها وضد أعضائها. وقد طال الاغتيال أيضا سلفادور سيغي زعيم CNT المعتدل في 1923 الذي لم يؤيد مسار العنف ودافع عن العودة إلى طريقة النقابة، وأيضا اغتيل رئيس أساقفة سرقسطة خوان سولديفلا. وازدادت حدة الهجمات الشوارع في 1921 ثم انخفضت في السنة التالية. فقد قتل نتيجة تلك الأحداث العديد من النقابيين والفوضويين وأعضاء نقابة العمال الحرة، وكذلك ارباب العمل وغيرهم من مسؤولي الشركات ووكلاء السلطة.
ازدادت حدة الهجمات حتى وصلت القمة سنة 1921 لتخف حدتها سنة 1922 ثم ازدادت سنة 1923. وفقا لإدواردو غونزاليس كاليخا والتي استشهد بها خافيير مورينو لوزون، فقد كان هناك 87 هجومًا في 1919 و292 في 1920 و311 سنة 1921 و61 سنة 1922 و117 في 1923. وعدد الضحايا كان 201 نقابياً وفوضويا بما فيهم محاموهم (23٪)؛ 123 من أرباب العمل والمديرين ومسؤولي العمال (14٪)؛ 83 من وكلاء السلطة (9.5٪)؛ 116 عضوًا من نقابة المهن الحرة أو الاتحاد الوطني للعمل (13٪).

## نهاية الأزمة: كارثة أنوال وتبعاتها (1921-1922)

### كارثة أنوال (يوليو 1921)

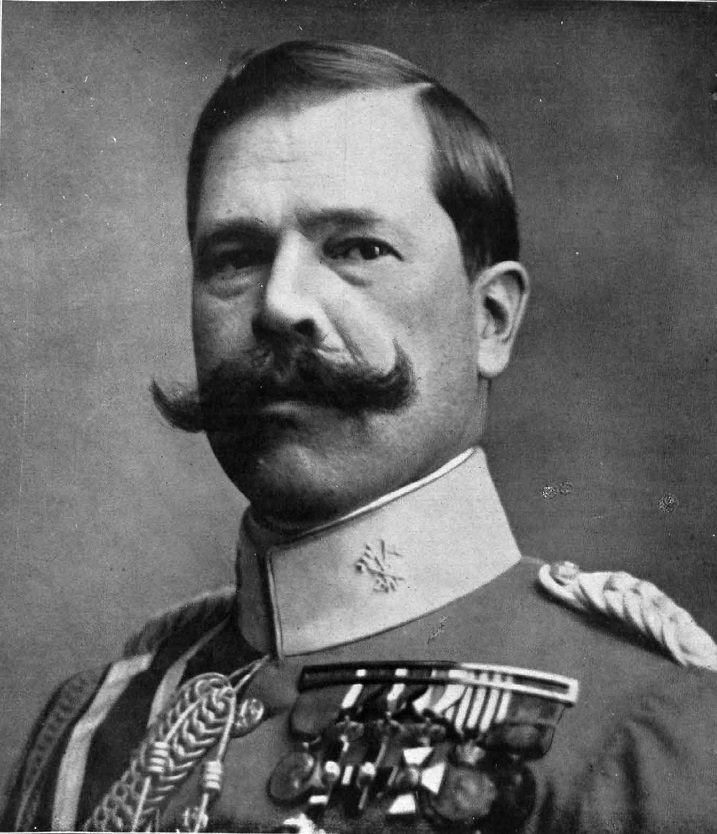
الجنرال سلفستري قائد القوات الاسبانية في معركة أنوال.

شرعت الحكومات الإسبانية بعد الانتهاء من الحرب العظمى في فرض سيطرة إسبانيا على كامل المحمية المغربية. وأوكلت تلك المهمة للجنرال داماسو بيرنجير الذي عين مفوضا ساميا في المغرب سنة 1919. وقاد الجنرال سلفستري التقدم الإسباني شرقا وعين في مطلع 1920 قائدا عاما لمليلية التي تتمتع ببعض الحكم الذاتي فيما يتعلق بالمفوض السامي حيث يتواصل مباشرة مع وزير الحرب. بدأ سلفستري بالتقدم غربا من مليلية من خلال النظام التقليدي -الحصون الخشبية- دون مقاومة تذكر. فوصل قبيلة بني سعيد في ديسمبر 1920 ثم أنوال المجاورة لقبيلة آيت أوليشك في الشهر التالي، حتى التقى سلفستري مع بيرنغير في صخرة الحسيمة في مارس 1921 وقررا وقف التقدم. وهكذا تم توزيع قوات قيادة ميليلة على منطقة واسعة، مع مشاكل التموين واحتمال تعرضها لهجوم مفاجئ. وأنوال هي النقطة الأبعد.
استأنف فرنانديز سلفستري التقدم في مايو 1921 بعد موافقة حكومة مدريد والملك وتلقى عينات من الدعم الشعبي، إلا أنه التقى في هذه المرة بمقاومة قبيلة بني ورياغل بقيادة عبد الكريم الخطابى، وتقع إلى الغرب من مليلية. وعانى الكثير من الخسائر عند محاولته الإستيلاء على جبل أبران. ثم هاجم الثوار موقع سيدي دريس مما تسبب في بأعداد كبيرة من قتلى القوات الإسبانية. وقد التقى كلا من الجنرال فرنانديز سيلفستر والمفوض السامي بيرنجير على متن السفينة أميرة أستورياس في خليج الحسيمة حيث طلب سلفستري التعزيزات ولكن لم يجد لطلبه آذانا صاغية، ولا حتى من وزير الحربية التي لاتزال أحداث الأسبوع المأساوي لبرشلونة في 1909 ماثلة أمامه. ومع ذلك استمر سلفستري في التقدم، وفي 19 يوليو أمر بإعادة احتلال منطقة أنوال. فوصلها شخصياً من مليلية يوم 21 لمواجهة جيش من 4500 رجل، لكنه هزم فاضطر إلى الانسحاب إلى بني طيب إلى الجنوب الشرقي قبل الهجوم الأخير لجيش الخطابي. ووعد المفوض السامي بإرسال تعزيزات لكنها لم تصل في الوقت المناسب. انتهى هجوم الخطابي المفاجئ بحل الجيش الإسباني في ناحية مليلية. كانت القوات الاسبانية مبعثرة على جبهة كبيرة جدا مع عدد كبير جدا من المواقع ومشاكل خطيرة في التموين. أدى خسارة المعركة إلى أن ما تم تحقيقه في سنوات وبجهد خطير قد فقدوه في بضعة أيام فقط. وقتل الجنرال سلفستري وقتل معه أيضًا 10,000 جندي آخر. وقد استسلم الجنرال نافارو نائب آمر قيادة مليلية ومعه 600 من جنوده في 9 أغسطس بعد محاصرته لإسبوعين في مركز العردي «عرويت أو هضبة القنفذ»، وقد استولى الثوار قبلها على الناظور وسلوان. وحسب قول أنجيليس باريو "لو لم تكن لدى الخطابي الرغبة في الاستيلاء على غنائم الحرب مع الاحتفاظ المتمردين بأنوال، لكانت قوات عبد الكريم قد استولت على مليلية دون صعوبة كبيرة بسبب افتقار المدينة التام للحماية في تلك لحظات».

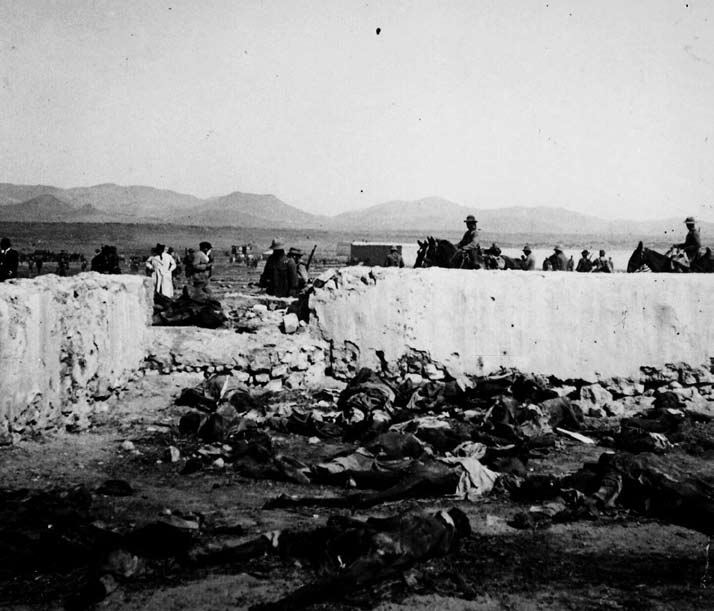
الجثث الجنود الإسبان المنتشرة في أنوال بعد المعركة.

صدمت نتائج المعركة الشعب الإسباني. حيث طالب الكورتيس والصحافة بمحاسبة المسؤولين. واتُهم الملك ألفونسو الثالث عشر نفسه بأنه شجع فرنانديز سلفستري -«اختارته الرغبة الملكية» حسب الملحق العسكري للسفارة الفرنسية- على التصرف بتهور في فعلته تلك على الرغم من عدم وجود دليل على هذا. وقال النائب الاشتراكي إنداليسيو برييتو في البرلمان:

### حكومة مورا الإئتلافية
لمعالجة النتائج السياسية الخطيرة لكارثة أنوال استنجد الملك بأنطونيو مورا الذي شكل في 3 أغسطس 1921 حكومة ائتلاف مشابه لما كان في سنة 1918 من المحافظين والليبراليين ورابطة كامبو الاقليمية. وكان أحد التدابير الأولى التي اتخذتها الحكومة الجديدة هو فتح ملف - بإشراف الجنرال خوان بيكاسو - لتنظيم المسؤوليات العسكرية للكارثة. كما اطلقت عملية عسكرية أخرى لاستعادة الأراضي المفقودة في المغرب. وأيضا تولت تلك الحكومة مسؤولية مجالس الدفاع. ومرة أخرى حاول وزير الحرب خوان دي لا ثييرفا في يناير 1922 دمجهم في الوزارة ليكونوا مجرد «لجان إعلامية»، ولكن للحصول على توقيع الملك للمرسوم وجب على الحكومة استخدامه كاملا، وحتى عند تقديم الحكومة استقالتها شكك الملك حول توقيت هذا الاجراء، وحافظ على اتصالاته مع رؤساء مجالس الدفاع. ومع ذلك لم تستمر حكومة مورا التي تعرضت للهجوم بسبب «قضية المسؤولية» سوى ثمانية أشهر فقط ثم استبدلت بها حكومة محافظة برئاسة خوسيه سانشيز غيرا في مارس 1922.

### حكومة المحافظ سانشيز غيرا

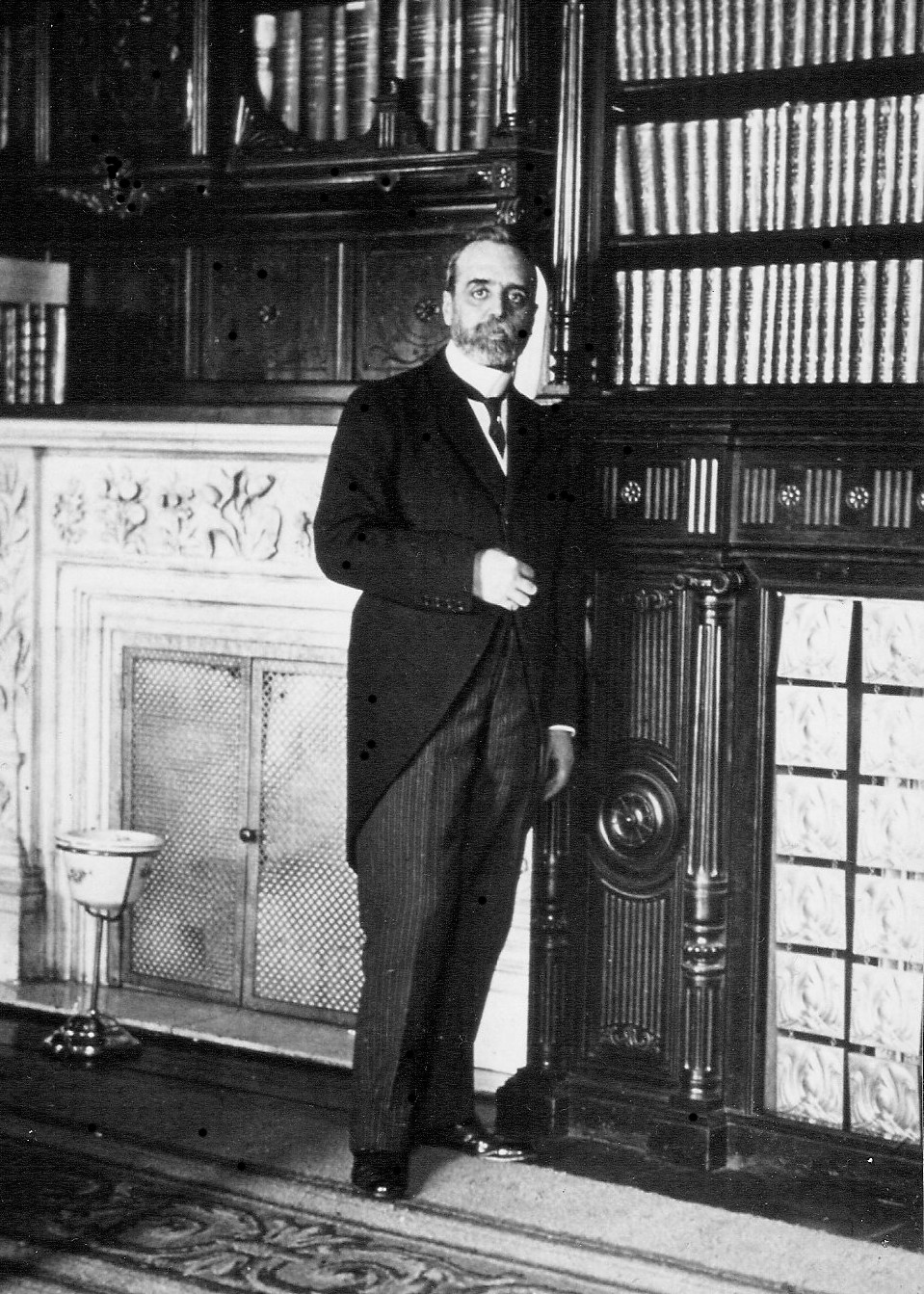
خوسيه سانشيز غيرا حوالي سنة 1920

حاولت حكومة سانشيز غيرا مواجهة تدخل مجالس الدفاع المتزايد واقترحت بإخضاعها إلى مجلس الدفاع الأعلى ثم يعاد تسميتها إلى اللجان الإعلامية، واعتمدت في تلك المرة على تعاون الملك. في يونيو 1922 في اجتماع مع الحامية العسكرية لبرشلونة انتقد الملك ألفونسو الثالث عشر تلك المجالس، وهكذا حدث من كان ينظر إليهم بأنهم حلفاء أن أصبحوا خصما- وفي المقابل تلقى الدعم من الجيش «الأفريقي» الموجود بالمغرب-. وقال الملك:
وقد ردت الحكومة في الكورتيس إنها تدعم كلمات الملك. وبناء على طلب من النائب المستقل أوغستو بارسيا بحل مجالس الدفاع أجاب الرئيس أنه «لم يسبق لي أن صفقت أو وجدت نجاحا في ماتم بطريقة غير شرعية في أداء تلك التي تسمى مجالس الدفاع. ليس من قبل ولا بعد ولا الآن»، مؤكدين أنه في حالة وجودهم خارج القانون فإن الحكومة ستتصرف حيال ذلك. وانتقد النواب الاصلاحيين والجمهوريون والاشتراكيين تدخل الملك لتجاوز دوره الدستوري في إشارة إلى الدعم الذي قدمه للمجالس في الماضي، وانتقدوا أيضا الحكومة لدفاعهم عن الملك للتعبير عن رأيه في هذا الموضوع. وأخيرا وافق البرلمان في نوفمبر 1922 بإنشاء قانون حل فيه اللجان الاعلامية (الاسم الجديد لمجالس الدفاع) والقواعد التي ينبغي اتباعها في ترقيات لمن نال ميزة الحرب، وبالتالي تلبية إحدى مطالبهم. وبهذه الطريقة تم استعادة وحدة ضباط جيش أفريقيا الإسباني والمجالس إلى الجيش الإسباني. وكان هناك إجراء مدني آخر هو عزل الجنرال سيفيريانو مارتينيز أنيدو من منصب حاكم برشلونة المدني. عندما أعطى سانشيز غيرا مرسوم عزل أنيدو إلى الملك سأله:«هل فكرت جيدا؟». عندما كرر الرئيس حججه لاقالة أنيدو قال الملك:«حسنا سأوقع، ولكن يجب علينا أن نتفق على أن لديكم بعض الأشياء... مثل كاتدرائية طليطلة».
قدم الجنرال بيكاسو تقريره حول «كارثة أنوال» الذي كان مدمراً حيث ندد بالاحتيال والفساد الذي حدث في إدارة المحمية المغربية، بالإضافة إلى عدم التحضير والارتجال بالضوابط في تسيير العمليات العسكرية، وبدون مغادرة آمنة فالحكومات لم تزود الجيش بوسائل التجهيز اللازمة. ومما روى في ملف بيكاسو أن المجلس الأعلى للحرب والبحرية أمر بمحاكمة ستة وثلاثين من القادة والضباط بالإضافة إلى المفوض السامي الجنرال بيرنغير والجنرال فرنانديز سلفستري إذا كان لايزال حيا لأنه لم يتم العثور على جثته والجنرال نافارو سجين عبد الكريم الخطابي.
وكانت أصعب مرحلة للتقرير هي عند مناقشته في الكورتيس حيث كان النائب الاشتراكي إنداليسيو برييتو الذي اتهم وزير الحرب فيكونت ديزا، والأكثر أنه اعتبر الملك المسؤول الأول فيما حدث، الاتهام الذي تمت محاكمته. وقال بريتو ضمن حديثه:
أظهر النقاش حول المسؤوليات في ديسمبر 1922 عن الانقسام بين المحافظين وقد فكر الملك في ذلك الوقت في اختيار فرانشيسك كامبو - «أحد السياسيين القلائل الذين حافظوا على هيبتهم» و «الرجل القوي من اليمين الجديد حيث أنه الوحيد الذي حظي بدعم الحركة الكاتالونية السياسية الحديثة». ووفقا لبورجا دي ريكر: ان الملك عرض عليه في يوم 30 نوفمبر 1922 قيادة الحكومة بشرط أن يترك الكاتالونية، ولكن كامبو رفض العرض غاضبا. ثم طلب الملك من مانويل غارسيا برييتو تشكيل حكومة «ليبرالية جديدة» برئاسته، وكانت تلك آخر حكومة دستورية في عهد ألفونسو الثالث عشر.

### الحكومة الدستورية الأخيرة (ديسمبر 1922 - سبتمبر 1923)

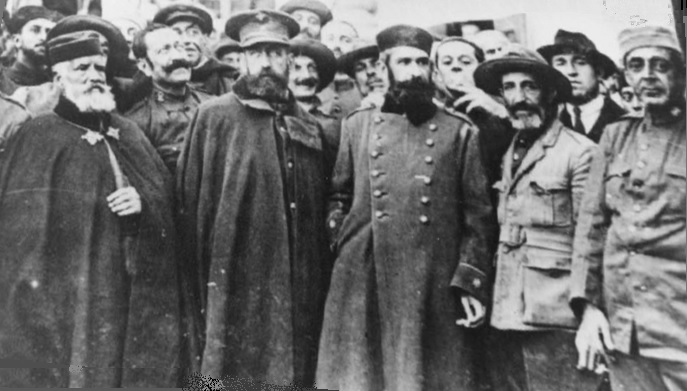
قادة ومسؤولين إسبانيين أطلق سراحهم بعد المفاوضات التي أجرتها حكومة غارسيا بريتو مع الخطابي ووصف قسما من الجيش الإسباني بأنه "غير جدير بالثقة".

أعلنت حكومة الائتلاف الليبرالي مانويل غارسيا برييتو عزمها على المضي قدما في قضية المسؤوليات فوافق مجلس الشيوخ في يوليو 1923 على طلب لمحاكمة الجنرال بيرنغير لأنه يتمتع بالحصانة البرلمانية بصفته عضوا فيه، وأكدت الحكومة أيضا على أولوية السلطة المدنية على الجيش في القضيتين المعلقتين كاتالونيا والمغرب. أثير مشروع إصلاحي طموح جدا للنظام السياسي الذي يفترض أن يكون ولادة لنظام ملكي برلماني حقيقي، على الرغم من أن الانتخابات التي جرت في أوائل 1923 لجأ مرة أخرى إلى التزوير واستخدام أدوات الزعماء المحليين لضمان الأغلبية. ومع ذلك فإن الأحزاب التي حاربت ذلك النظام قدأحرزت تقدما وخاصة الحزب الاشتراكي الذي حقق انتصارا باهرا في مدريد حيث فاز بسبعة مقاعد. ولكن في نهاية المطاف، فشلت الحكومة في تنفيذ خطط الإصلاح والمساءلة لأنه في 13 سبتمبر 1923 قاد الجنرال ميغيل بريمو دي ريفيرا القبطان العام لكاتالونيا انقلابا في برشلونة أنهى النظام الليبرالي لعودة البوربون، ولم يعارض الملك ألفونسو الثالث عشر ذلك.